# Mariënberg
Mariënberg est un village situé dans la commune néerlandaise de Hardenberg, dans la province d'Overijssel. Le 1er janvier 2006, le village comptait 839 habitants.
Il est situé sur la limite de la municipalité d'Ommen, entre Hardenberg et Vroomshoop, et près du Vecht.
Le village est apparu au XIVe siècle lorsque les Frères de la Vie Commune issus du monastère de Sibculo, ont construit la "Hutte Mariaborch". Cette "hutte" formait le lieu de séjour pour leur travail dans les tourbières qui se trouvaient alors à l'est du village actuel.